# 朱旒
朱旒，河南信陽州（今信陽市）人，明朝政治人物、同進士出身。
嘉靖五年（1526年）丙戌科進士，授選戶部主事，戶部員外郎。歷任山西、陝西按察使司副使，晉升太僕寺卿。